# This War of Mine
This War of Mine est un jeu vidéo de survie en temps de guerre développé par 11 bit studios qui s'est inspiré du siège de Sarajevo. Ce jeu diffère de la plupart des jeux de guerre en se concentrant sur l'expérience des civils en temps de guerre, plutôt que sur le combat en première ligne. This War of Mine est sorti le 14 novembre 2014 sur Microsoft Windows, OS X et Linux.
Il remporte l'Audience Award lors de l'Independent Games Festival de 2015.

## Histoire
L'histoire se déroule pendant le siège d'une ville fictive nommée Pogoren. Ce siège oppose des unités rebelles retranchées dans la ville, et l'armée nationale qui tente par tous les moyens de reprendre la ville. Le joueur dirige des civils bloqués dans la ville et tentant de survivre.

### Personnages
Les personnages jouables sont tous des civils n'appartenant à aucun des belligérants du conflit, cependant Roman est un ancien combattant rebelle repenti à cause d'exactions de ses anciens camarades.

## Système de jeu
Dans This War of Mine le joueur dirige un groupe de civils, qui doit survivre dans une ville assiégée jusqu'à la fin de la guerre.
Chaque jour se découpe en deux parties. La partie est automatiquement sauvegardée au début d'un jour. 
La journée, durant laquelle les civils peuvent construire divers objets ou installations qui serviront à leur survie (plaque de cuisson, chauffage, atelier de plantes pour les médicaments, outils tels que des pelles ou pieds de biche). Les civils peuvent recevoir des visiteurs sur leur palier, venus échanger, offrir ou demander des objets. 
La nuit, durant laquelle vous pourrez choisir entre partir collecter, monter la garde ou dormir. La nuit est aussi le moment où des pilleurs peuvent venir voler les provisions. Vos civils peuvent partir dans divers endroits de la ville pour chercher nourriture, matériaux, médicaments etc.
Les commandes se résument au clic gauche et droit. Un clic gauche pour un déplacement normal, deux clics gauche ou un clic droit pour un déplacement rapide (indisponible en cas de blessure, grande fatigue, déprime...). 
Le moral est tout aussi important que la santé physique. Si votre personnage est trop déprimé il finira par se sentir abattu et ne voudra plus bouger. 

## Développement

### Production

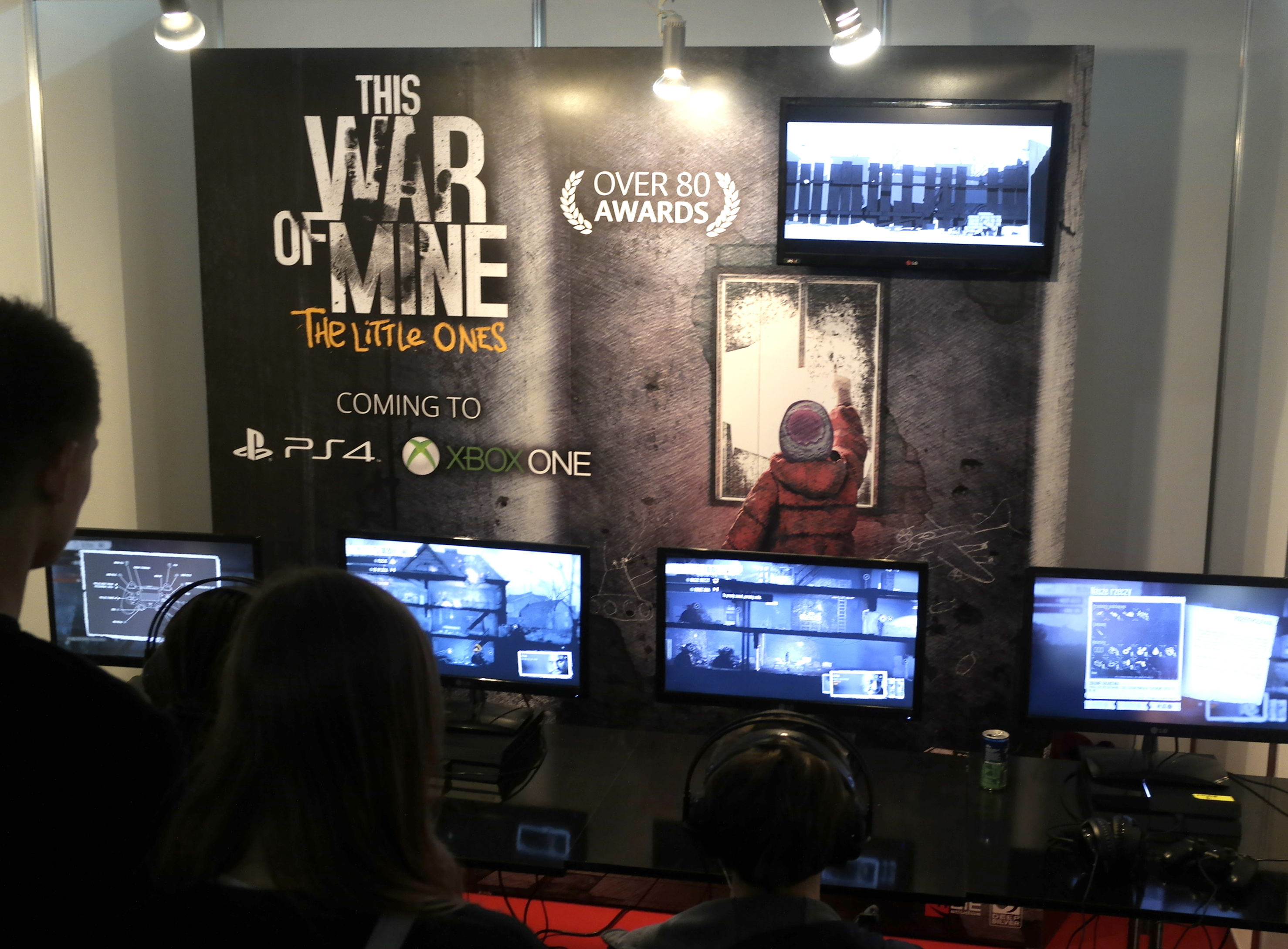
This War of Mine au Poznań Game Arena 2015.

Le jeu est inspiré des conditions de vie difficiles et des atrocités de guerre que les civils bosniens ont enduré durant le siège de Sarajevo (1992-1996), le plus long siège depuis la Seconde Guerre mondiale.
En novembre 2014, alors que le jeu est toujours en développement, des copies du jeu sans licence sont mises en ligne. Les développeurs ont répliqué en diffusant des clefs Steam valides, encourageant les joueurs à les partager avec leurs amis, et à acheter le jeu si leur situation financière leur permet.

### Commercialisation
Un éditeur de scénario a été ajouté au jeu avec la version 1.3, qui permet aux joueurs de créer et choisir des survivants. L'éditeur permet aussi de modifier les conditions environnementales et la durée des conflits.
Du contenu créé par les joueurs a été diffusé gratuitement sur le Workshop Steam à partir de la version 2.0.
Pour célébrer le troisième anniversaire de la sortie du jeu, 11-bit Studios a lancé le premier de trois scénarios en DLC ; Father’s Promise le 14 novembre 2017. Le deuxième DLC, The Last Broadcast, est sorti le 14 novembre 2018. Le troisième DLC, Fading Embers, est sorti le 6 août 2019.
En novembre 2018, 11-bit studios annonce This War Of Mine: Complete Edition, une exclusivité pour la Nintendo Switch, dont la sortie a lieu le même mois. Cette version rassemble l'intégralité du contenu, le jeu original, le contenu anniversaire, The Little Ones, et les épisodes DLC. Une version physique du jeu est commercialisée en Europe pour la Nintendo Switch le jour de son lancement mondial, édité par Deep Silver.
Un jeu de plateau coopératif a été édité par Galakta en 2017 en collaboration avec 11-bit studios.

## Accueil

### Distinctions
This War of Mine a obtenu le Prix du public à l'Independent Games Festival 2015. Il y a également été nommé pour le Grand prix Seumas-McNally et dans la catégorie Excellence en narration.
En France, il obtient le prix Historia du jeu vidéo en 2015.

### Réception critique
This War of Mine a été très bien reçu, obtenant un score de 83 sur 100 sur Metacritic. Le jeu aurait couvert ses coûts de développement dans les deux premiers jours de vente.

## Postérité

### ExtensionThe Little Ones
Le 29 janvier 2016, This War of Mine a officiellement été mis en vente sur PlayStation 4 et Xbox One dans une version enrichie : This War of Mine : The Little Ones.
Un DLC This War of Mine : The Little Ones est proposé à la même date sur Windows, OS X, Linux, Android qui permet d'avoir le même contenu que la version standalone de PlayStation 4 et Xbox One.
Il ajoute plusieurs éléments supplémentaires de gameplay, l'essentiel étant qu'il permet la gestion de personnages enfants en période de guerre.

### Engagements caritatifs
Début avril 2015, This War of Mine a proposé un DLC dont les revenus ont été reversés à l'association War Child Charity (en). Ce pack de contenu vendu au choix 0,99 €, 9,99 € ou 19,99 € a contribué à l'amélioration des conditions de vie de 350 enfants syriens réfugiés en matière d'enseignement (frais scolaires, formation d'enseignants, etc.), de soins médicaux ou psychologiques ou encore par la création d'espaces destinés aux enfants.
À la suite des développements du conflit russo-ukrainien au début de l'année 2022, le studio 11-bits a annoncé le 24 février que tous les bénéfices issus du jeu This War of Mine seraient reversés à La Croix rouge ukrainienne en soutien aux victimes du conflit.

#### ExtensionForget Celebrations
Le jour marquant la dixième année de la sortie du jeu, 11 bit studios annonce le futur DLC Forget Celebrations. L'histoire se concentre sur Katia, une correspondante de guerre qui continue d'exercer son métier au cours du conflit militaire. Le studio ajoute que les bénéfices engendrées par la vente de cette extension seront reversées aux organismes Amnesty International, Indie Games Poland Foundation, Liberty Ukraine et War Child (en).

### Exposition au Musée d'art moderne de New York
This War of Mine a été sélectionné parmi 35 autres jeux vidéo par le Musée d'art moderne de New York pour son exposition "Never Alone: Video Games and Other Interactive Design", présentée jusqu'au 16 juillet 2023.